# Kaan (Name)
Kaan ist ein männlicher Vorname mit der Bedeutung „Herrscher, Befehlshaber, Kaiser“. Der Name geht auf den Titel Khagan zurück.
Außerdem tritt Kaan auch als ein Familienname auf.

## Namensträger

### Vorname
- Kaan Akca (* 1994), türkischer Fußballspieler
- Kaan Arslanoğlu (* 1959), türkischer Psychiater, Journalist und Schriftsteller
- Kaan Aşnaz (* 1995), türkischer Fußballspieler
- Kaan Ayhan (* 1994), deutsch-türkischer Fußballspieler
- Kaan Caliskaner (* 1999), deutsch-türkischer Fußballspieler
- Kaan Dobra (* 1972), polnisch-türkischer Fußballspieler
- Kaan Okan Görgün (Okan Bayülgen; * 1964), türkischer Schauspieler, Moderator, Synchronsprecher und Regisseur
- Kaan Güdü (* 1995), türkischer Fußballspieler
- Kaan Gül (* 1994), deutscher Fußballspieler türkischer Herkunft
- Kaan Kanak (* 1990), türkischer Fußballspieler
- Kaan Kars (* 1994), türkischer Fußballspieler
- Kaan Müjdeci (* 1980), türkischer Filmregisseur, Drehbuchautor und Produzent

### Zwischenname
- Kaptan Kaan Akgün (* 1995), türkischer Fußballspieler
- Bülent Kaan Bilgen (* 1977), österreichisch-türkischer Fußballspieler
- Asil Kaan Güler (* 1994), türkischer Fußballspieler
- Cihan Kaan Kaptan (* 1989), deutscher Fußballspieler türkischer Herkunft
- Kadir Kaan Özdemir (* 1998), türkischer Fußballspieler

### Familienname
- Arthur Kaan (1864–1940), österreichischer Bildhauer
- Eduard Kaan (1826–1908), österreichischer Schriftsteller und Schauspieler
- Ernst Robert Kaan (1878–1948), österreichischer Elektrotechniker, Beamter und Eisenbahnmanager
- Fred Kaan (1929–2009), niederländischer Pfarrer und Gesangbuchautor
- Heinrich Kaan (1816–1893), österreichischer Mediziner russischer Herkunft
- Julius von Kaan-Albest (1874–1941), österreichischer Maler und Illustrator
- Richard Kaan (1897–1969), österreichischer Politiker (ÖVP)
- Richard Kaan (Autor) (* 1954), österreichischer Autor, Vortragsredner und Journalist
- Wilhelm Kaan (1865–1945), österreichischer Politiker und Jurist

### Künstlername
- Gültekin Kaan (* 19**), deutscher Rockmusiker und Lyriker türkischer Herkunft
- Sua Kaan, österreichische Hip-Hop-Gruppe